# Museum Rietberg
 (juin 2024).
Si vous disposez d'ouvrages ou d'articles de référence ou si vous connaissez des sites web de qualité traitant du thème abordé ici, merci de compléter l'article en donnant les références utiles à sa vérifiabilité et en les liant à la section « Notes et références ».
Le museum Rietberg est un musée des beaux-arts de la ville de Zurich, il se situe dans le parc de la Villa Wesendonck. Le musée contient une importante collection d'œuvres africaines, islamiques et asiatiques. Il s'agit du plus grand musée d'art non européen de Suisse et de l'un des plus grands musées de son type en Europe.

## Histoire
Le parc était la propriété d'Otto Wesendonck, qui fit construire la villa et y vécut avec sa famille de 1857 à 1872.
Le parc a été conçu par le paysagiste Theodor Froebel ; l’architecte Leonhard Zeugheer conçut la villa Wesendonck.
L'architecte Alfred Gradmann le restaure entre 1951 et 1952 et le musée ouvre le 24 mai 1952. Les nouveaux bâtiments ont été construits par Alfred Grazioli et Adolf Krischanitz en 2007.
Le musée, tout comme la villa, sont référencés comme biens culturels d'importance nationale.
Le peintre critique d'art Johannes Itten a été directeur du musée de 1949 à 1956.

## Galerie

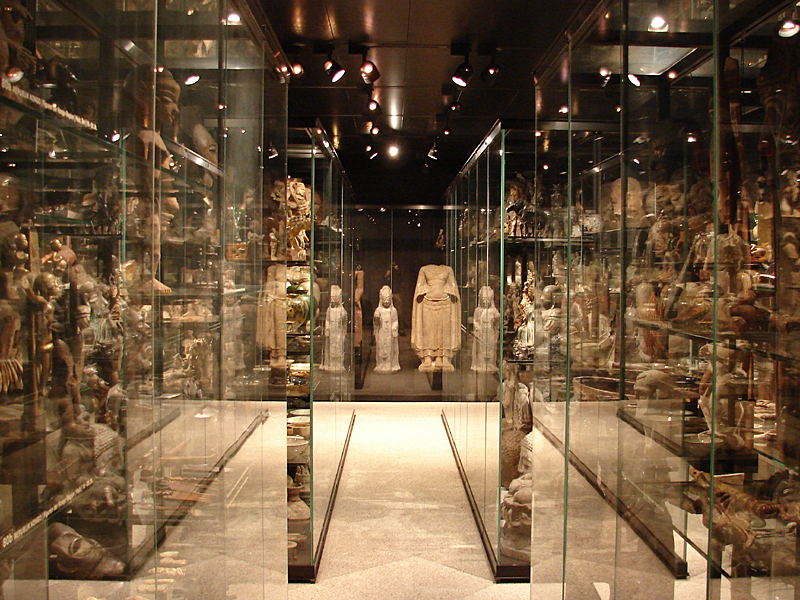
Le Dépôt

### Directeurs
- 1956 à 1972 : Elsy Leuzinger